# Владан Батић
Владан Батић (Обреновац, 27. јул 1949 — Београд, 29. децембар 2010) био је српски адвокат и политичар. Батић је био министар правде (2001—2004).

## Биографија
Магистрирао је на Правном факултету Универзитета у Београду 1975. године на тему Проблеми граница територијалног мора. Докторирао је право на Правном факултету у Београду, 1981. године на тему Слободне царинске зоне : становишта међународног права. До уласка у политику, радио је као адвокат. Био је један од оснивача Демократске странке и први председник Градског одбора у Београду, а један је и од оснивача Демократске странке Србије, 1992. године. Оснивач је и председник Демохришћанске странке Србије (ДХСС) 1997. чији је председник и посланик био до смрти. Био је активан учесник демонстрација 5. октобра 2000, а у периоду од 25. јануара 2001. године, до марта 2004. године био је министар правде у Влади Србије коју је водио Зоран Ђинђић, а касније Зоран Живковић.
Аутор је књига Две Србије и Реплика, а био је дугогодишњи колумниста дневних листова Блиц и Курир, док је за дневни лист Данас писао путописе.
Јуна 2004. кандидовао се за председника Србије.
Јануара 2007. године изабран је за посланика у Скупштини Србије на листи ЛДП-ГСС-ЛСВ-СДУ.
На изборима у мају 2008. године изабран је за посланика на листи Либерално демократске партије, али је касније прешао у посланички клуб ЗЕС.
Преминуо је у Београду 29. децембра 2010. године од рака грла у 61. години.
Отац је Олгице Батић.

## Дела
- Две Србије : (чланци, коментари, политичка реаговања 2004-2006) - Београд : Беоштампа, 2007 (Београд : Беоштампа)
- Реплика : скупштински говори : (1993-2008) - Београд : Беоштампа, 2008 (Београд : Беоштампа)
- Четврта страна : колумне ("Блиц" 2005-2010) - Београд : Удружење српских издавача, 2011 (Београд : Беокњига)